# Arkadi Avertsjenko

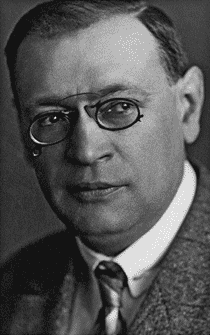
Arkadi Avertsjenko, 1920

Arkadi Timofejevitsj Avertsjenko (Russisch: Аркадий Тимофеевич Аверченко) (Sebastopol, 18 maart 1881 – Praag, 12 maart 1925) was een Russisch schrijver.

## Leven en werk
Avertsjenko was de zoon van een koopman en werkte eerst als boekhouder. Vanaf 1903 begon hij satirische verhalen te schrijven, werkte eerst mee aan het tijdschrift De bajonet en werd in 1913 redacteur bij het vooraanstaande tijdschrift Satirikon. In de jaren daarna groeide hij uit tot een van de meest vooraanstaande satirici van Rusland. Onder de pseudoniemen Gogona en Medusa schreef hij bovendien veel theaterkritieken.
Toen Satirikon in 1918, na de Russische Revolutie, verboden werd week Avertsjenko via Sebastopol en Constantinopel uit naar Praag, waar hij nog diverse werken publiceerde. Bekend is zijn verhalenbundel Dyujınu Nojey v Spinu Revolyutsii (1921, Nederlands: Grotesken, Een wervelstorm. letterlijk: Een dozijn messen in de rug van de revolutie), waarvan Lenin zei: "Een talentvol boekje, maar geschreven door een witgardist die zo vertoornd is dat hij er bijna zijn verstand bij verloren heeft". 
Na een ernstige ziekte en het verwijderen van een oog stierf Avertsjenko in 1925 in een Praags ziekenhuis, op nog geen 44-jarige leeftijd.
Avertsjenko liet een twintigtal boeken na met vooral verhalen van liberaal-humoristische strekking, vaak met een verrassend plot. Hij beschreef vooral de menselijke zwakheden, maar zijn satires bleven altijd mensvriendelijk.